# شمس الدين الخفري
شمس الدين الخفري (قرن 10 هـ) هو عالم وفلكي ، من بلاد فارس. هو شمس الدين، محمد بن أحمد الفارسي، المعروف ب‍ «الفاضل الخفري». توفي سنة 935 هـ أو 957 هـ.

## آثاره
من آثاره:
- «إثبات الواجب».
- «إثبات الهيولي».
- «تفسير آية الكرسي».
- «التكملة في شرح التذكرة النصرية».
- «حل ما لا يحل».[2]